# Ouellé
Ouellé  est une localité du centre-est de la Côte d'Ivoire et appartenant à la région de l'Iffou et érigée en préfecture de département depuis le 23 septembre 2020. Ouellé est un chef-lieu de sous-préfecture depuis 1966 (département du Centre, puis de Dimbokro en 1969, de Daoukro en 1985, enfin de Ouellé en 2020) et commune depuis 1985.